# ISO/IEC 11801
El estándar internacional ISO/IEC 11801 especifica sistemas de cableado para telecomunicación de multipropósito cableado estructurado que es utilizable para un amplio rango de aplicaciones (análogas y de telefonía ISDN, varios estándares de comunicación de datos, construcción de sistemas de control, automatización de fabricación). Cubre tanto cableado de cobre balanceado como cableado de fibra óptica. El estándar fue diseñado para uso comercial que puede consistir en uno o múltiples edificios en un campus. Fue optimizado para utilizaciones que necesitan hasta 3 km de distancia, hasta 1 km² de espacio de oficinas, con entre 50 y 50.000 personas, pero también puede ser aplicado para instalaciones fuera de este rango. Un estándar correspondiente para oficinas de entorno SOHO (small-office/home-office) es ISO/IEC 15018, que cubre también vínculos de 1,2 GHz para aplicaciones de TV por cable y TV por satélite .

## Clases de canales y vínculos
El estándar define varias clases de interconexiones de cable de par trenzado de cobre, que difieren en la máxima frecuencia por la cual un cierto desempeño de canal es:
- Clase A: hasta 100 kHz
- Clase B: hasta 1 MHz
- Clase C: hasta 16 MHz
- Clase D: hasta 100 MHz
- Clase E: hasta 250 MHz
- Clase EA: hasta 500 MHz
- Clase F: hasta 600 MHz
- Clase Fa: hasta 1,000 MHz

La impedancia estándar del vínculo es de 100 Ω (Ohmios) (la versión anterior de 1995 del estándar 
también permitía 120 Ω y 150 Ω en clases A−C, pero esto fue eliminado en la edición de 2002.

## Versiones
- ISO/IEC 11801:1995 (Ed. 1) - Edición 1,
- ISO/IEC 11801:2000 (Ed. 1.1) - Edición 1, Amendment 1
- ISO/IEC 11801:2002 (Ed. 2) - Edición 2
- ISO/IEC 11801:2008 (Ed. 2.1) - Edición 2, Amendment 1
- ISO/IEC 11801:2010 (Ed. 2.2) - Edición 2, Amendment 2
- ISO/IEC 11801:2017 (Ed. 3) - Edición 3